# Erskine Caldwell
Erskine Preston Caldwell (White Oak, Geórgia, 17 de dezembro de 1903 -  Paradise Valley, Arizona, 11 de abril de 1987) foi um escritor estadunidense, autor de romances e contos geralmente ambientados no sul dos Estados Unidos. Foi também ensaísta e correspondente de guerra.

## Biografia
Caldwell passou os primeiros anos de sua vida mudando-se de um estado para outro, porque a isso o obrigava a profissão de seu pai, que era pastor presbiteriano. Foi operário, criado, trabalhador rural, cozinheiro, maquinista de teatro e jogador de basebol. Frequentou a Universidade da Virgínia por três anos; não se formou, mas foi incentivado a tornar-se escritor. Foi ali que viu nascer, em 1926, seu primeiro trabalho impresso, o ensaio "The Georgia Cracker", onde já se encontram vários dos temas que mais tarde abordaria em sua carreira literária: injustiça racial, demagogia, religião, irresponsabilidade social.
Seu primeiro livro importante foi a coletânea de contos American Earth (Frenesi de Verão, Brasil), de 1931. Nos dois anos seguintes, publicou suas obras mais conhecidas: Tobacco Road (A Estrada do Tabaco, Brasil e Portugal) e God's Little Acre (Pequeno Rincão de Deus, Brasil ou A Jeira de Deus, Portugal). A crueza da linguagem, a ousadia dos temas e o tratamento dado aos personagens chocaram os leitores. Acusados de obscenidade, ambos os livros foram perseguidos e banidos de várias bibliotecas. Caldwell chegou a ser preso quando foi a Nova Iorque para uma noite de autógrafos quando do lançamento de God's Little Acre. No entanto, a crítica mais progressista elogiou fartamente essas obras, sendo que Tobbaco Road foi adaptado para o teatro, tendo permanecido em cartaz por quase dez anos. Em 1941, foi transformado em filme, sob a direção de John Ford.
Nos anos 1930, Caldwell e Helen Lannigan, sua primeira esposa, mantiveram uma livraria no estado do Maine, para onde haviam se mudado na década anterior. Até o início dos anos 1940, Caldwell já havia escrito mais dois romances, além de três livros de contos e um ensaio fotográfico junto com sua nova esposa, Margaret Bourke-White. Durante a Segunda Guerra Mundial, foi correspondente de guerra na União Soviética, mais precisamente na Ucrânia. De volta, fixou-se em São Francisco (Califórnia), já divorciado. Entre 1942 e 1955, foi editor da American Folkways, uma série de livros regionais. Pelos próximos anos, além de continuar a escrever, Caldwell dedicou-se a viajar pelo mundo, sempre tomando anotações que podem ser consultadas no The Erskine Caldwell Birthplace and Museum, na cidade de Moreland, Geórgia, um museu dentro da casa onde nasceu. Publicou romances e contos até a década de 1970, mas já sem o aval da crítica e do público. Ainda assim, calcula-se que tenha vendido 40.000.000 de exemplares de suas obras, principalmente aquelas de sua fase mais produtiva artisticamente.
Fumante inveterado, Erskine Caldwell faleceu devido a um enfisema e um câncer no pulmão.

## Obra
Caldwell sofreu grande influência de seu pai, um reformador social conservador. Seus primeiros livros tratam de uma outra América, a América dos vencidos, dos desgraçados e sem esperança, daqueles que ficaram de fora do Sonho Americano. Daí sua escrita ser crua e direta, às vezes mesclada com um humor sombrio e patético; seus personagens, a quem faltam consciência social, tendem ao animalesco e à degenerescência moral. As obras são impregnadas de lascívia, crueldade, volúpia, violência física ou mental, racismo e soturna resignação. Assim como William Faulkner, John Steinbeck e outros escritores do período, Caldwell procurou retratar a vida desses miseráveis de um Sul arcaico, segregacionista e reacionário. Apesar de contar com o reconhecimento da crítica menos acomodada e de vender milhões de exemplares, os temas desses livros desagradaram a maioria silenciosa, o que fez com que Caldwell nunca conseguisse livrar-se da pecha de obsceno, comunista e pornográfico. Por isso vários de seus livros foram proibidos, apreendidos ou sofreram todo tipo de perseguição.
No entanto, com a morte do pai em 1944, seu grande leitor e encorajador, a obra de Caldwell entrou em declínio lento e irreversível. Seus personagens já não eram retratados com a mesma força de antigamente e seus temas passaram a sofrer influência de outros campos do conhecimento, como no romance Gretta (Gretta, Brasil), de 1955, em que a psicanálise é convocada para explicar o estranho vício da personagem-título.
Tanto no Brasil como em Portugal, foram publicados diversos livros do autor, principalmente entre as décadas de 1940 e 1960.
- Bastard, 1929 - contos
- Poor Fool, 1930 - contos
- American Earth, 1931 - contos (Frenesi de Verão, Brasil)
- Tobacco Road, 1932 - romance (A Estrada do Tabaco, Brasil e Portugal)
- We Are the Living, 1933 - contos
- God's Little Acre, 1933 - romance (Pequeno Rincão de Deus, Brasil ou A Jeira de Deus, Portugal)
- Tenant Farmers, 1935 - ensaios
- Some American People, 1935 - ensaios
- Journeyman, 1935 - romance (O Pregador, Portugal)
- Kneel to the Rising Sun, 1935 - contos
- The Sacrilege of Alan Kent, 1936 - poema em prosa
- You Have Seen Their Faces, 1937 - ensaio fotográfico (com Margaret Bourke-White)
- Southways, 1938 - contos
- North of the Danube, 1939 - ensaio fotográfico (com Margaret Bourke-White)
- Trouble in July, 1940 - romance
- Say Is This the USA, 1941 - ensaio fotográfico (com Margaret Bourke-White)
- Moscow Under Fire, 1942 - reportagens do front germano-russo
- Russia at War, 1942 - reportagens do front germano-russo
- All-Out on the Road to Smolensk, 1942 - reportagens do front germano-russo
- All Night Long, 1942 - romance (Guerrilheiros Russos, Portugal)
- Georgia Boy, 1943 - romance (Um Rapaz da Geórgia, Portugal)
- Tragic Ground, 1944 - romance (Chão Trágico, Brasil)
- A House in the Uplands, 1946 - romance (Uma Casa no Planalto, Portugal)
- The Sure Hand of God, 1947 - romance
- This Very Earth, 1948 - romance (Três Destinos, Brasil; Esta Terra Cruel, Portugal)[1]
- A Place Called Estherville, 1949 - romance (A Cidade do Ódio, Brasil)
- Episode in Palmetto, 1950 - romance (Episódio em Palmetto, Portugal)
- Call It Experience, 1951 - autobiografia
- The Courting of Susie Brown, 1952 - contos
- A Lamp for Nightfall, 1952 - romance (Os Donos da Terra, Brasil)
- Love and Money, 1954 - romance
- Gretta, 1955 - romance (Gretta, Brasil)
- Gulf Coast Stories, 1956 - contos
- Certain Women, 1957 - contos
- Claudelle Inglish, 1958 - romance
- Molly Cottontail, 1958 - infantil
- When You Think of Me, 1959 - contos
- Jenny by Nature, 1961 - romance (Jenny, Portugal)
- Men and Women, 1961 - contos
- Close to Home. 1962 - romance
- The Last Night of Summer, 1963 - romance
- In Search of Bisco, 1965 - viagens
- The Deer at Our House,1966 - infantil
- Writing in America, 1967 - ensaios
- Miss Mamma Aimee, 1967 - romance
- Summertime Island, 1968 - romance
- Deep South, 1968 - viagens
- The Weather Shelter, 1969 - romance
- The Earnshaw Neighborhood, 1971 - romance
- Annette, 1973 - romance
- Afternoons in Mid America, 1976 - ensaios
- With All My Might, 1987 - autobiografia

## Erskine Caldwellem língua portuguesa
| nº série | Título original            | Título em Português                          | Tradução                       | Ano  | Editora                  | Nº de páginas |
| -------- | -------------------------- | -------------------------------------------- | ------------------------------ | ---- | ------------------------ | ------------- |
| 01       | American Earth             | Frenesi de Verão                             | Maslowa Gomes Venturi          | 1931 | Ibrasa                   | 157           |
| 02       | Tobacco road               | A estrada do tabaco                          | Adolfo Casais Monteiro         | 1932 | Inquérito                | 285           |
| 02       | Tobacco road               | A estrada do tabaco                          | James Amado                    | 1932 | Brasiliense              | 234           |
| 03       | God's little acre          | A jeira de Deus                              | Silvano Ferreira               | 1933 | Ulisséia                 | 226           |
| 03       | God's little acre          | A jeira de Deus                              | Lucília Rebocho Filipe         | 1933 | Círculo de Leitores      | 186           |
| 04       | Journeyman                 | O pregador                                   | Dulce REBELO                   | 1935 | Portugália               | 208           |
| 05       | All Night Long             | Guerrilheiros Russos                         | Vera de Gusmão                 | 1942 | Livros do Brasil         | 285           |
| 06       | Trouble in July            | Motim em julho                               | Maria Teresa Murcho Alegre     | 1940 | Europa-América           | 141           |
| 07       | Georgia Boy                | Um Rapaz da Geórgia                          | Jorge de Sena                  | 1943 | Ulisséia                 | 144           |
| 08       | Tragic ground              | Chão trágico                                 | Nair Lacerda                   | 1944 | Abril Cultural           | 203           |
| 09       | Kneel to the Rising Sun    | Covardia, in Contos norte-americanos         | Luiza Barreto Leite            | 1980 | Tecnoprint               | 296           |
| 10       |                            | Antologia do conto moderno: Erskine Caldwell | Manuel Barbosa                 | 1946 | Atlântida                | 194           |
| 11       | A House in the Uplands     | Uma Casa no Planalto                         | Manuel de Seabra               | 1946 | Livros do Brasil         | 122           |
| 12       | The Sure Hand of God       | O dedo de Deus                               | Feliciano Cerqueira            | 1947 | Portugália               | 240           |
| 13       | This Very Earth            | Três destinos                                | Myrene Vieira de Carvalho      | 1948 | Ibrasa                   | 170           |
| 13       | This Very Earth            | Esta terra cruel                             | Mário Delgado                  | 1948 | Livros do Brasil         | 167           |
| 14       | A Place Called Estherville | A Cidade do Ódio                             | Gilberto Bernardes de Oliveira | 1949 | Ibrasa                   | 240           |
| 14       | A Place Called Estherville | Dois Negros em Estherville                   | João Palma Ferreira            | 1949 | Livros do Brasil         | 178           |
| 15       | Episode in Palmetto        | Episódio em Palmetto                         | Elísio Ribeiro                 | 1950 | Livros do Brasil         | 191           |
| 16       | Call It Experience         | Chamem-lhe experiência autobiografia         | António Neves Pedro            | 1951 | Europa-América           | 229           |
| 17       | A Lamp for Nightfall       | Os Donos da Terra                            | Antônio Garini                 | 1952 | Ibrasa                   | 150           |
| 18       | Love and money             | Amor e dinheiro                              | Maria Emília Ferros Moura      | 1954 | Livros do Brasil         | 224           |
| 18       | Love and money             | Amor e dinheiro                              | Vasco Cabral                   | 1954 | Portugália               | 268           |
| 19       | Gretta                     | Gretta                                       | João Belchior Viegas           | 1955 | Bertrand                 | 214           |
| 19       | Gretta                     | Gretta                                       | Nair Lacerda                   | 1955 | Globo-RS                 | 192           |
| 20       | Gulf Coast Stories         | Histórias do golf (contos)                   | L. de Almeida Campos           | 1956 | Emp. Nac. de Publicidade | 251           |
| 21       | Certain Women              | (Certas mulheres (contos)                    | Fernando de Morais             | 1957 | Portugália               | 208           |
| 22       | Claudelle Inglish          | Claudelle                                    | Aída Lawrence                  | 1958 | Bertrand                 | 221           |
| 23       | Jenny by Nature            | Jenny                                        | Aída Lawrence                  | 1961 | Bertrand                 | 237           |
| 24       |                            | O Irresistível Big Buck                      | João Gaspar Simões             | 1961 | Editorial Inquérito      | 244           |
| 25       | Close to Home              | Conflitos em Palmyra                         | Aída Lawrence                  | 1962 | Bertrand                 | 231           |
| 26       | The last night of summer   | A úlltima noite de verão                     | Aída Lawrence                  | 1963 | Bertrand                 | 212           |
| 27       | Summertime island          | Ilha de verão                                | Fernando Luís Cabral           | 1968 | Editores Associados      | 188           |
| 28       | The Weather Shelter        | O palheiro no meio do campo                  | Aída Lawrence                  | 1969 | Bertrand                 | 245           |
| 29       | The Earnshaw Neighborhood  | Medora                                       | Maria Ondina Braga             | 1971 | Bertrand                 | 160           |
| 30       | Annette                    | Annette                                      | Berta Mendes                   | 1973 | Bertrand                 | 269           |